# Aloha (film 1952)
Aloha (Hello Aloha) è un film del 1952 diretto da Jack Kinney. È un cortometraggio animato della serie Goofy (Pippo), prodotto dalla Walt Disney Productions, uscito negli Stati Uniti il 19 febbraio 1952 e distribuito dalla RKO Radio Pictures.

## Trama
George Geef (Pippo) è stressato dai ritmi serrati del suo lavoro in ufficio, così decide di prendersi una vacanza alle Hawaii. Dopo aver appreso di essere stato licenziato, decide di trasferirsi definitivamente sulle isole e si fabbrica una capanna di paglia, che però viene distrutta quella stessa notte dalla violenta pioggia tropicale. Più tardi, partecipa ad un luau in cui gli indigeni, scambiandolo per un dio venuto per placare le ire della dea del fuoco Pele, decidono di sacrificarlo gettandolo in un vulcano, ma fortunatamente riemerge incolume.

## Distribuzione

### Edizioni home video

#### VHS
- Il mondo di Pippo (ottobre 1986)[1]

#### DVD
Il cortometraggio è incluso nei DVD Walt Disney Treasures: Pippo, la collezione completa ed Extreme Adventures Fun.